# Erica desmantha
Erica desmantha är en ljungväxtart som beskrevs av George Bentham. Erica desmantha ingår i släktet klockljungssläktet, och familjen ljungväxter. Utöver nominatformen finns också underarten E. d. urceolata.